# NGC 5314
NGC 5314 је спирална галаксија у сазвежђу Мали медвед која се налази на NGC листи објеката дубоког неба.
Деклинација објекта је + 70° 20' 23" а ректасцензија 13h 46m 11,1s. Привидна величина (магнитуда) објекта NGC 5314 износи 13,9 а фотографска магнитуда 14,7. NGC 5314 је још познат и под ознакама MCG 12-13-9, CGCG 336-17, PGC 48810.